# Rudolf Heinz
Rudolf Heinz (* 6. Februar 1937 in Perl, Saarland) ist ein deutscher Philosoph, Psychoanalytiker und Musikwissenschaftler. Sein Arbeitsschwerpunkt ist das Wechselverhältnis von Philosophie und Psychopathologie.

## Leben
Rudolf Heinz studierte von 1957 bis 1964  Philosophie, Theologie, Germanistik und Musikwissenschaften in Saarbrücken mit Studienaufenthalten in Frankfurt am Main und Paris. 1964 erfolgte die Promotion zum Dr. phil. in Philosophie an der Universität des Saarlandes über Französische Kantinterpreten im 20. Jahrhundert. Nach seiner Habilitation im Jahr 1971 lehrte er als Dozent, dann als außerplanmäßiger Professor und ab 1987 als Universitätsprofessor am Philosophischen Institut der Universität Düsseldorf. Seine Emeritierung erfolgte 2002. Ab 1971 absolvierte Heinz eine Lehranalyse und eine psychoanalytische Ausbildung bei der Deutschen Psychoanalytischen Vereinigung.
Von 2002 bis 2012 war Heinz Gastwissenschaftler, folgend freier externer Mitarbeiter in den Klinischen Einrichtungen für Psychosomatische Medizin und Psychotherapie der Universität Düsseldorf. Er war von 1984 bis 1987 Herausgeber von Kaum. Halbjahresschrift für Pathognostik und ist seit 1985 Herausgeber der philosophischen Reihe Genealogica.

## Forschungsschwerpunkte
Ab etwa 1974 nimmt Heinz die Kritikpositionen der damals neueren, französischen Philosophie (Poststrukturalismus) sowie die des philosophischen Feminismus auf. Er hinterfragt damit aus psychoanalytischer Perspektive den philosophischen Kernbegriff Rationalität. Dazu erschien 1981 die Sammlung von Vorlesungen Taumel und Totenstarre.
Eine auf Genealogie (philosophische Herkunft) gerichtete Vermittlung von Psychischem und gesellschaftlicher Objektivität versteht Heinz auch als Fortführung der Metapsychologie Sigmund Freuds. Er intendiert ein Verständnis von Psychopathologie als „Offenbarung der ganzen Unterwelt der Vernunft“. Aus der zentralen Rolle des Ödipus in der Psychoanalyse resultiert ein kontinuierlicher Bezug auf Figuren der griechischen Mythologie. Daneben bilden die psychoanalytisch ähnlich relevanten Konzeptionen Narzissmus und Todestrieb weitere Bezugspunkte in Heinz‘ Schriften.
Seit 1984 kennzeichnet der Begriff „Pathognostik“ seine Arbeiten. Der Begriff entstand gemeinsam mit Heide Heinz und deren spezifischer Kritik des Feminismus. Eine ergänzende Kritik der Technik dient in pathognostischem Verständnis der genealogischen Erschließung von gesellschaftlicher Objektivität. Die dort entfaltete Produktivität von Technik steht im Gegensatz zu dem, was individual-pathologisch verschlossen bleibt. Erläutert wird das Verhältnis von technischen Entwicklungen und Psychopathologien modellhaft des Öfteren anhand der Brückenphobie.
Heinz bedient sich einer spezifischen Terminologie, die sich oft erst im Kontext erschließt. Beispielsweise spricht ein Text zur Philosophie der Arbeit von einer „Mensch-parasitären ‚Entfesselung der Produktivkräfte‘, deren Unbewusstes die Schwangerschaft repräsentiert.“ Dies verdeutlicht den Bezug von gesellschaftlich Objektivem auf leiblich Präsentes als genealogische Spur im heinzschen Denken.

## Veröffentlichungen (Auswahl)

### Als Autor
- Taumel und Totenstarre. Vorlesungen zur Philosophie und Ökonomie. Tende, Münster 1981; erw. Neuaufl. Die Blaue Eule, Essen 2016, ISBN 978-3-89924-433-5.
- Minora aesthetica. Dokumentation auf Kunst angewandter Psychoanalyse. Tende, Frankfurt/Main 1985; erw. Neuauf. Die Blaue Eule, Essen 2016, ISBN 978-3-89924-434-2.
- Pathognostische Studien I. Historie, Psychopathologie, Schrift, Tausch/Opfer. Genealogica Bd. 10. Die Blaue Eule, Essen 1986. ISBN 978-3-89206-124-3.
- Pathognostische Studien II. Psychopathologie - Logik - Sinne/Affekte - Musik - Bildende Kunst. Genealogica Bd. 17. Die Blaue Eule, Essen 1987. ISBN 978-3-89206-173-1.
- Pathognostische Studien III. Psychoanalyse - Krisis der Psychoanalyse - Pathognostik. Genealogica Bd. 20. Die Blaue Eule, Essen 1990. ISBN 978-3-89206-334-6.
- Oedipus complex. Zur Genealogie von Gedächtnis. Passagen, Wien 1991. ISBN 3-900767-80-7.
- mit Eckhard Hammel, Jean Baudrillard: Der reine Terror. Gewalt von rechts. In: Passagen Heft 9, Passagen, Wien 1993.
- Logik und Inzest. Revue der Pathognostik. Vol. I–III. Passagen, Wien 1996. ISBN 3-85165-229-0.
- Traum-Traum 1999. Zum Zentenarium der Traumdeutung Sigmund Freuds. Mit Beiträgen von Christoph Weismüller, Passagen, Wien 1999. ISBN  978-3-85165-371-7.
- Revival 1. Nachklänge der Leiden einer psychoanalytischen Ausbildung. Psychoanalyse & Philosophie, Düsseldorf 1999; red. Neuauf. Die Blaue Eule, Essen 2019, ISBN 978-3-89924-481-6.
- Revival 2. Szenen einer Nicht-Karriere in der Düsseldorfer Philosophie. Die blaue Eule, Essen 2002; 2. überarb. Aufl. 2015, ISBN 978-3-89924-407-6.
- Hype-Thinking. Über Dingdimensionen und Inzestformen. Peras, Düsseldorf 2007. ISBN 978-3-935193-15-3.
- Kainsmale. Animationen zu einer unzeitigen Philosophie der Arbeit. Peras, Düsseldorf 2008. ISBN 978-3-935193-18-4.
- Hinführung zu einer Psychoanalyse der Sachen (Pathognostik). Peras, Düsseldorf 2011. ISBN 978-3-935193-24-5.
- Aus meinem Leben. Posteriore Urszenen. philosophische - religiöse - politische - kunstbezogene. Genealogica Bd. 48. Die blaue Eule, Essen 2015. ISBN 978-3-89924-388-8.
- Pathognostische Interventionen V. Triebabkömmling Arbeit? Zur psychoanalytisch vernachlässigten Politokonomie. Genealogica Bd. 60. Die blaue Eule, Essen 2017. ISBN 978-3-89924-462-5.
- Revival 4. Was ist Pathognostik?. Genealogica Bd. 67. Die blaue Eule, Essen 2019. ISBN 978-3-89924-483-0.

### Als Herausgeber
- mit Georg Christoph Tholen: Schizo-Schleichwege. Beiträge zum Anti-Ödipus.  Impuls-Verlag, Bremen 1984, ISBN 3-921833-28-0.
- mit Dietmar Kamper, Ulrich Sonnemann: Wahnwelten im Zusammenstoß. Die Psychose als Spiegel der Zeit. Akademie Verlag, Berlin 1993, ISBN 3-05-002207-8.
- mit Wolfgang Tress: Traumdeutung. Zur Aktualität der Freudschen Traumtheorie. Passagen, Wien 2001, ISBN 3-85165-468-4.